# Museu d'Art de la Prefectura de Nagoya
El Museu d'Art de la Prefectura de Nagoya (名古屋 市 美术馆) està ubicat a la ciutat de Nagoya, al centre del Japó. L'edifici del museu va ser construït per Kisho Kurokawa, un dels principals arquitectes japonesos, entre 1983 i 1987.
Al museu es poden eure obres dels surrealistes Yamamoto Kansuke, Sean Scully i Alexander Calder, entre d'altres que formen part de la seva col·lecció permanent. Artistes com Haku Fuchikami, Yasui Nakaji i Jean-Michel Othoniel han exhibit les seves obres allà.